# 화교성

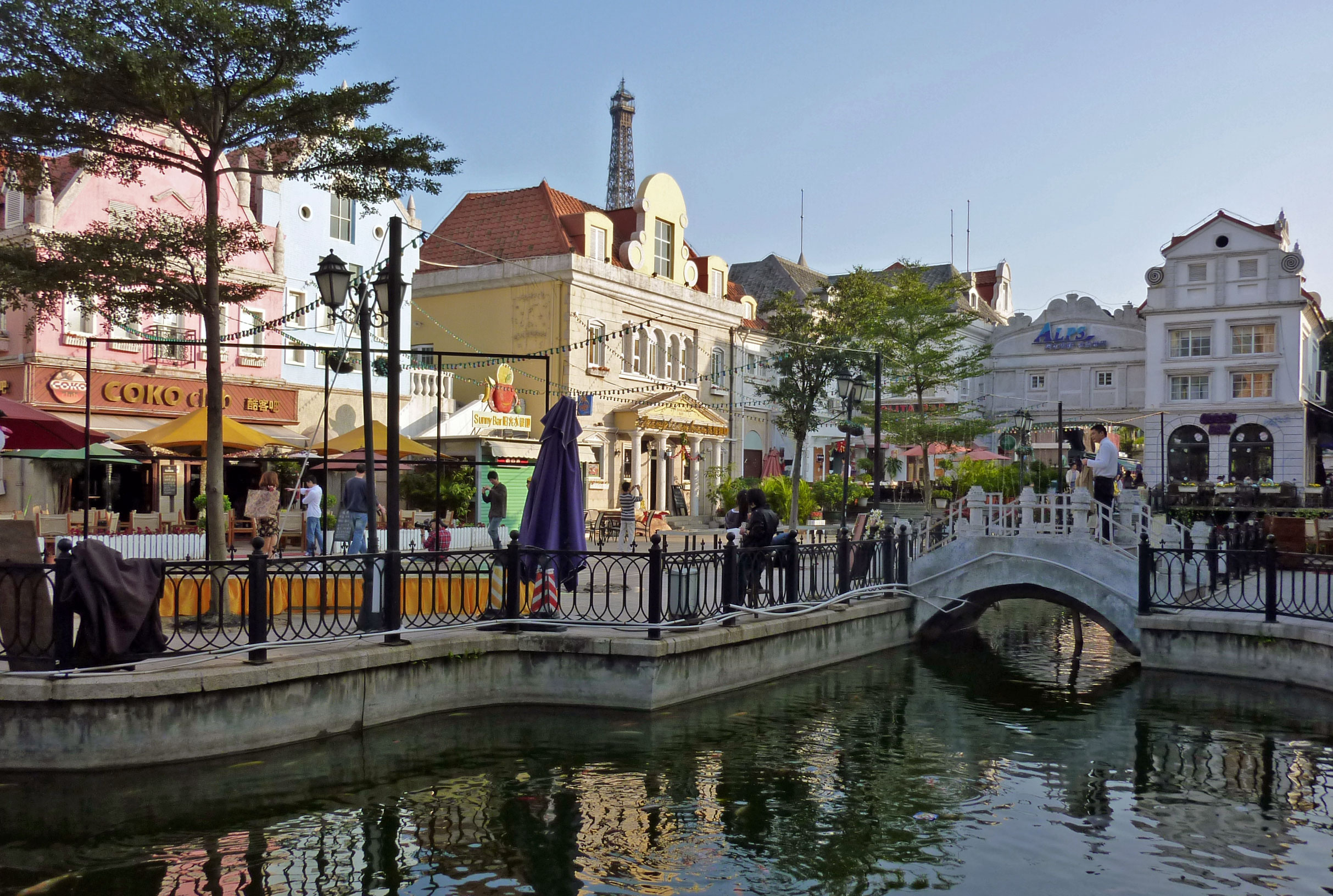
세계지창

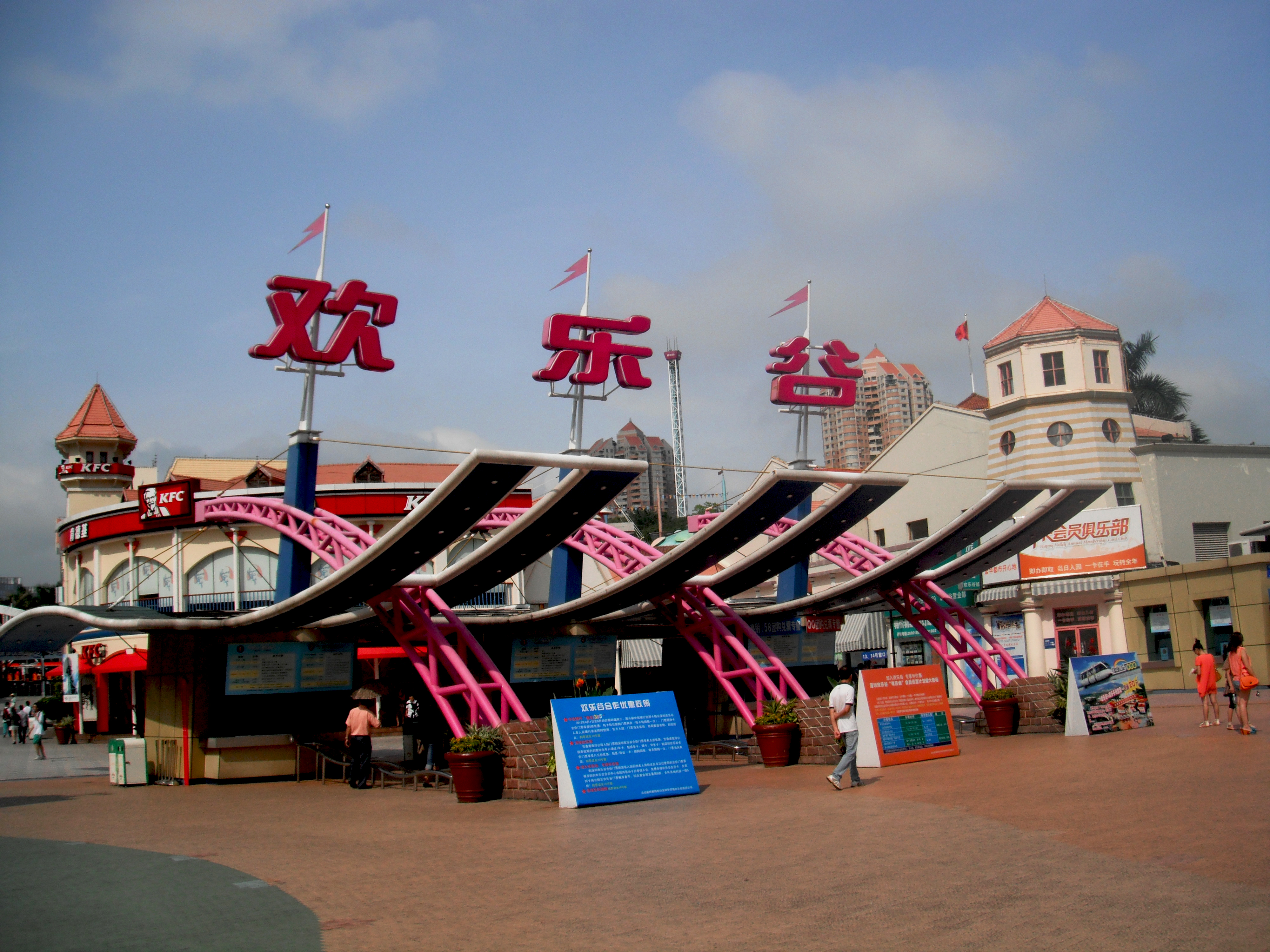
선전 환러구

화교성(중국어 간체자: 华侨城, 정체자: 華僑城, 병음: huáqiáo chéng 화차오청[*], 영어: Overseas Chinese Town)은 중화인민공화국 광둥성 선전 시 난산 구에 있는 경치 좋은 장소가 모여 있는 지역의 통칭으로, 선전 지하철 1호선과 2호선의 세계지창 역 · 화교성 역 · 교성동 역 · 교성 북역 주변을 가리킨다. 미래에는 환러하이안과 홍콩 대학 선전 의원을 연결하는 9호선도 이 지역을 통과할 예정이다. 중화인민공화국 국가 관광국에 의해 중국 AAAAA급 관광지로 평가되고 있다.

## 관광지
이 지역은 금수 중화 민속촌, 중국 민속 문화촌, 세계지창, 선전 환러구 등의 많은 테마파크나 놀이공원이 있다. 이 테마파크들은 화교성 집단 또는 그 자회사가 소유 · 운영하고 있다.
테마파크의 확장은 선전 시의 다른 장소에서 이루어지고 있다. 옌톈 구의 동부 화교성 및 난산 구의 환러하이안이 그 예이다.